# Estação Roma
Roma é uma estação do Metropolitano de Lisboa. Situa-se no concelho de Lisboa, entre as estações Areeiro e Alvalade da Linha Verde. Foi inaugurada a 18 de junho de 1972 em conjunto com as estações Arroios, Alameda, Areeiro e Alvalade, no âmbito da expansão desta linha à zona de Alvalade.

## Descrição

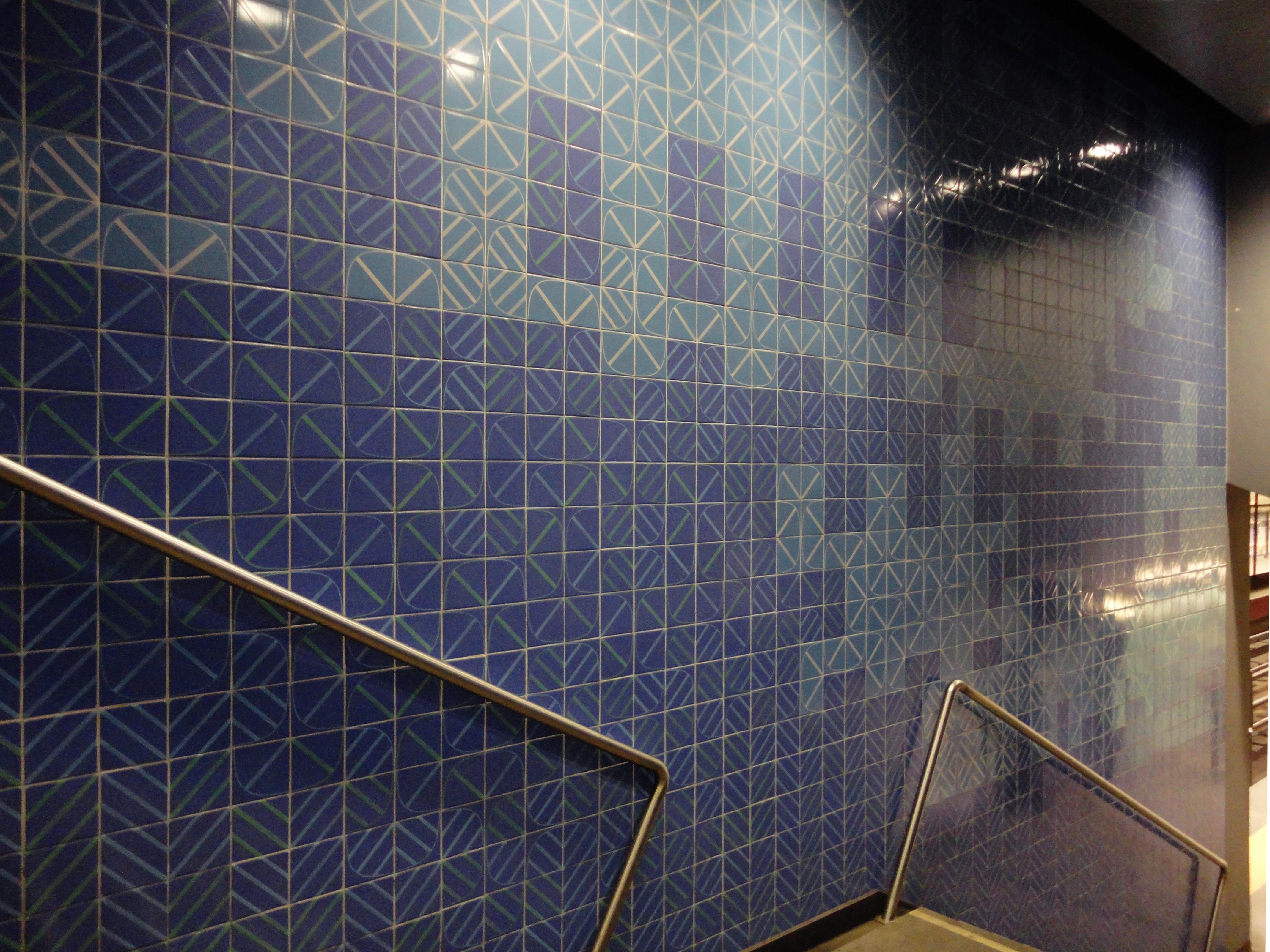
Azulejos de Maria Keil

Esta estação está localizada na Av. de Roma, entre os cruzamentos com a Av. dos Estados Unidos da América e com a Rua Frei Amador Arrais e Rua Conde Sabugosa, possibilitando o acesso à Estação Ferroviária de Roma-Areeiro. O projeto arquitetónico original (1972) é da autoria do arquiteto Falcão e Cunha e as intervenções plásticas da pintora Maria Keil. À semelhança das mais recentes estações do Metropolitano de Lisboa, está equipada para poder servir passageiros com deficiências motoras, contando com vários elevadores e escadas rolantes que facilitam o acesso às plataformas.

## Ampliação

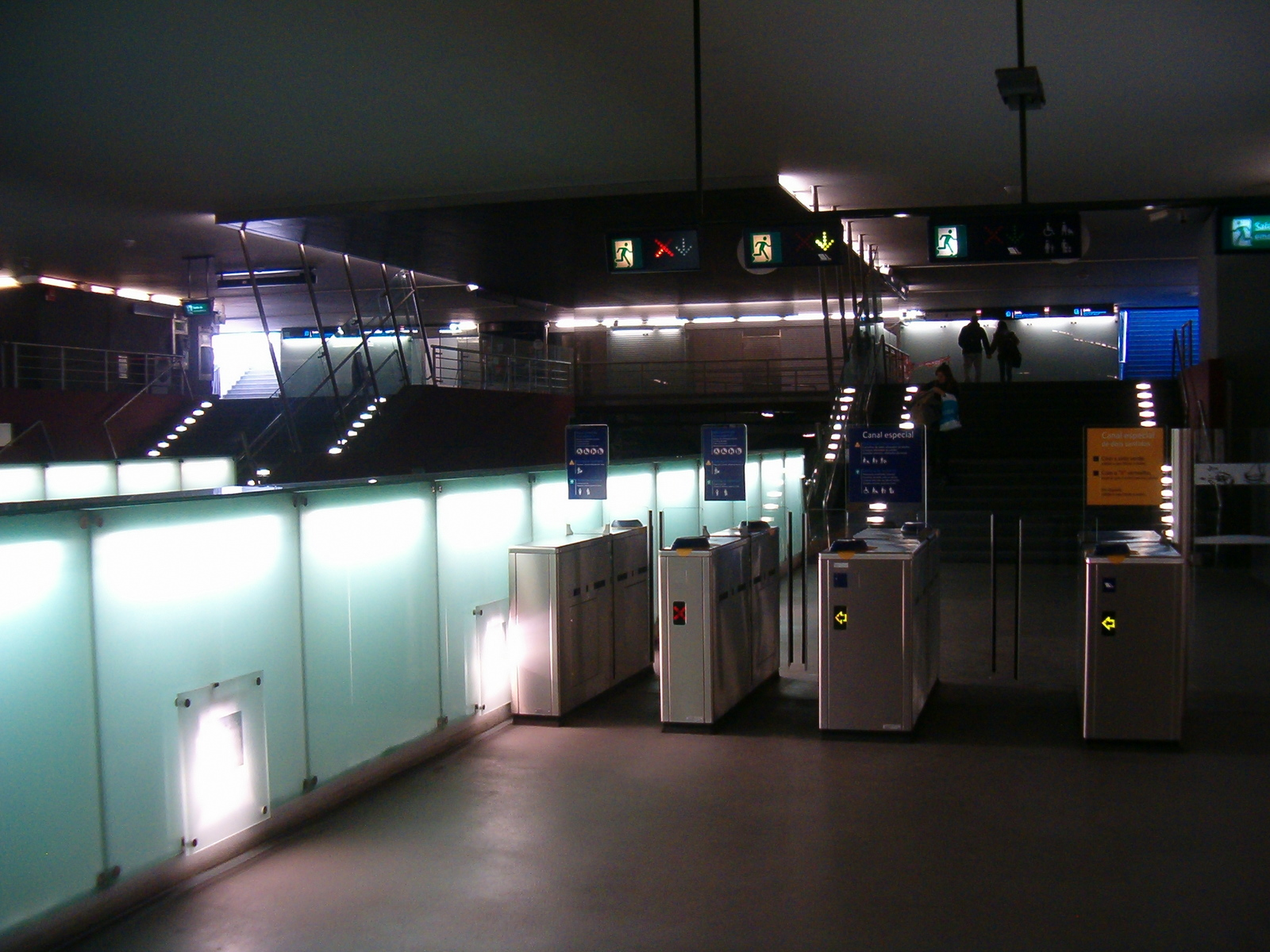
Átrio sul

A 12 de abril de 2006 foi concluída a construção do átrio sul da estação com base num projeto arquitetónico da autoria da arquiteta Ana Nascimento e as intervenções plásticas dos pintores Lourdes de Castro e René Bértholo. A remodelação do átrio norte seria concluída a 20 de outubro de 2006, desta feita com as intervenções plásticas da pintora Maria Keil. A remodelação da estação integrou-se nas obras de prolongamento das plataformas e de construção de um segundo átrio.
Nessa altura foi reservado no novo átrio um espaço para a instalação de um elevador, mas o equipamento que serviria a plataforma ascendente (entretanto destinado a Telheiras) seria apenas colocado em funcionamento a 26 de fevereiro de 2018, quase 12 anos depois da inauguração do átrio sul. Este é o único ascensor da rede do Metropolitano de Lisboa que permite a ligação direta entre a superfície e uma das plataformas, passando ainda por uma plataforma intermédia.

## Acessos

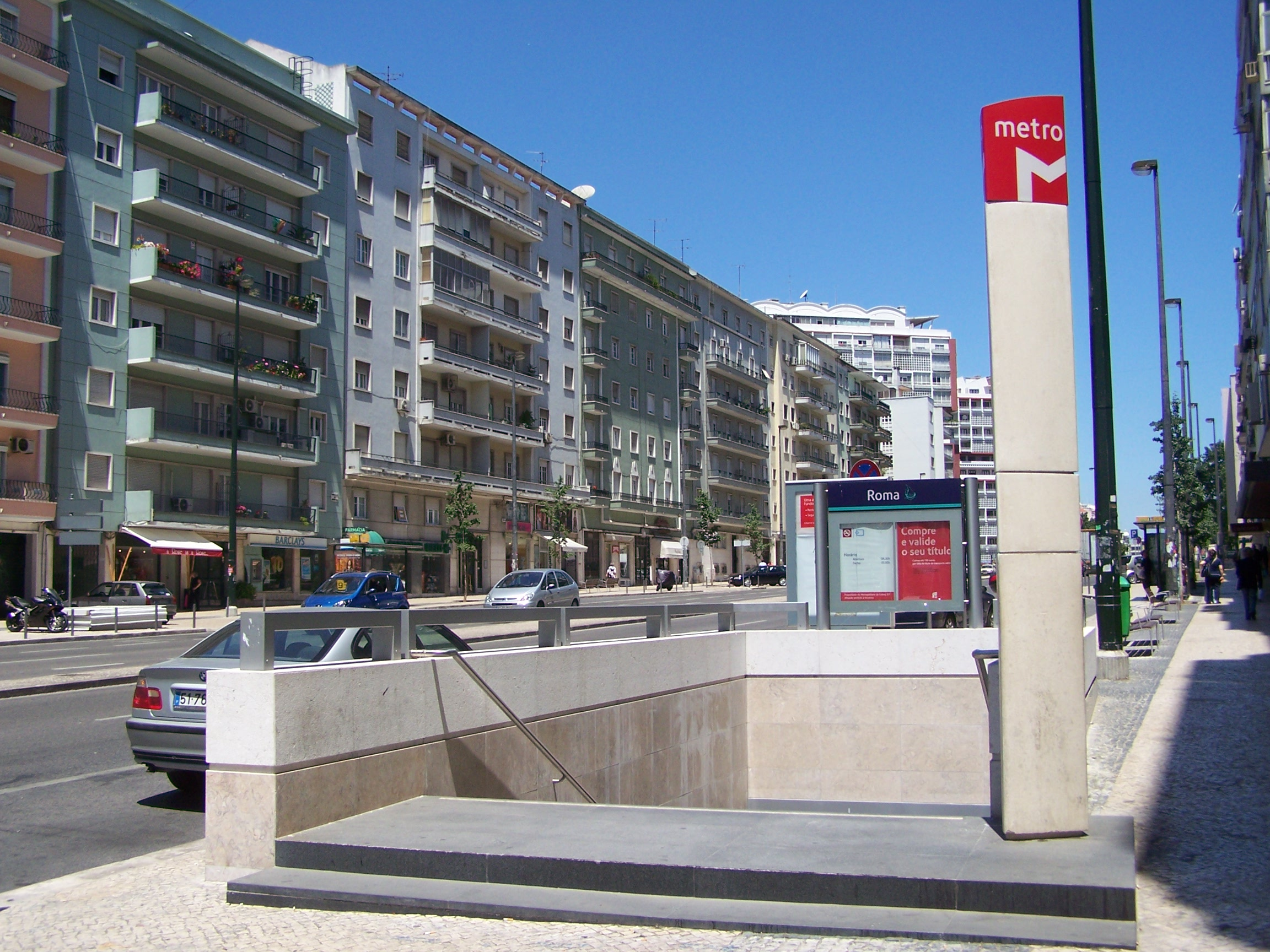
Acesso à superfície, na Av. Roma

Esta estação conta com seis acessos pedonais e um elevador entre o átrio e a superfície:
- Acesso 1 - está localizado no passeio poente da Av. de Roma, próximo do cruzamento com a Av. dos Estados Unidos da América. Está direcionado para norte e conta com escadas pedonais.
- Acesso 2 - está localizado no passeio nascente da Av. de Roma, próximo do cruzamento com a Av. dos Estados Unidos da América. Está direcionado para norte e conta com escadas pedonais.
- Acesso 3 - está localizado no passeio poente da Av. de Roma, próximo do cruzamento com a Av. dos Estados Unidos da América. Está direcionado para sul e conta com escadas pedonais.
- Acesso 4 - está localizado no passeio nascente da Av. de Roma, próximo do cruzamento com a Av. dos Estados Unidos da América. Está direcionado para sul e conta com escadas pedonais.
- Acesso 5 - está localizado no passeio poente da Av. de Roma, próximo do cruzamento com a Rua Frei Amador Arrais e Rua Conde Sabugosa. Está direcionado para sul e conta com escadas pedonais.
- Acesso 6 - está localizado no passeio nascente da Av. de Roma, próximo do cruzamento com a Rua Frei Amador Arrais e Rua Conde Sabugosa. Está direcionado para sul e conta com escadas pedonais.
- Elevador - está localizado no passeio poente da Av. de Roma, próximo do cruzamento com a Rua Frei Amador Arrais e Rua Conde Sabugosa, direcionado para sul.